# کالمونتس
کالمونتس (به آلمانی: Kallmünz) یک شهر در آلمان است که در بایرن واقع شده‌است.

## خصوصیات
کالمونتس ۴۳٫۱۹ کیلومترمربع مساحت دارد ۳۸۰ متر بالاتر از سطح دریا واقع شده‌است.

## خواهرخوانده
شهرهای Saint-Genès-Champanelle و مونته روسو آل ماره خواهرخوانده‌های کالمونتس هستند.